# 小行星3600
小行星3600（3600 Archimedes，阿基米德小行星）是一個位於小行星帶的小行星，屬於拉菲塔族（Rafita family）。該小行星於1978年被蘇聯籍烏克蘭天文學家 Lyudmila Vasil'evna Zhuravleva 在克里米亞天文台發現，以著名古希臘科學家阿基米德命名。